# Anglia
Anglia (în engleză England; ) este o țară care face parte din Regatul Unit. Împărtășește granițele terestre cu Țara Galilor la vest și Scoția la nord. Marea Irlandei se află la vest de Anglia, iar Marea Celtică la sud-vest. Anglia este separată de Europa continentală de Marea Nordului la est și Canalul Mânecii la sud. Țara acoperă cinci optimi din insula Marii Britanii, care se află în Atlanticul de Nord și include peste 100 de insule mai mici, precum Insulele Scilly și Insula Wight. Este cea mai mare țară din Insulele Britanice.
Zona numită acum Anglia a fost locuită pentru prima dată de oameni moderni în perioada paleolitică superioară, dar își ia numele de la Angli, un trib germanic care-și derivă numele din peninsula Anglia, care s-a stabilit în secolele al V-lea și al VI-lea. Anglia a devenit un stat unificat în secolul al X-lea, iar de când era descoperirii, care a început în secolul al XV-lea, a avut un impact cultural și juridic semnificativ asupra lumii mai largi. Limba engleză, Comuniunea Anglicană și dreptul englez - baza sistemelor juridice de drept comun din multe alte țări din întreaga lume - s-au dezvoltat în Anglia, iar sistemul de guvernare parlamentar al țării a fost adoptat pe scară largă de alte națiuni. Revoluția industrială a început în Anglia secolului al XVIII-lea, transformând societatea în prima națiune industrializată din lume.
Relieful Angliei este în principal dealuri și câmpii joase, în special în centrul și sudul Angliei. Cu toate acestea, există un relief mai ridicat și montan în nord (de exemplu, Lake District și Penini) și în vest (de exemplu, Dartmoor și Shropshire Hills). Capitala este Londra, care are cea mai mare zonă metropolitană atât din Regatul Unit, cât și din Uniunea Europeană înainte de Brexit. Populația Angliei de peste 55 de milioane cuprinde 84% din populația Regatului Unit, în mare parte concentrată în jurul Londrei, South East England și a conurbațiilor din Midlands, Nord Vest, Nord Est și Yorkshire, care s-au dezvoltat fiecare ca regiuni industriale majore în timpul secolului al XIX-lea.
Regatul Angliei - care după 1535 a cuprins Țara Galilor - a încetat să mai fie un stat suveran separat la 1 mai 1707, când Actele Uniunii au pus în aplicare condițiile convenite în Tratatul Uniunii anul precedent, rezultând o uniune politică cu Regatul din Scoția pentru a crea Regatul Marii Britanii. În 1801, Marea Britanie a fost unită cu Regatul Irlandei (printr-un alt Act al Uniunii) pentru a deveni Regatul Unit al Marii Britanii și Irlandei. În 1922, Statul Liber Irlandez s-a separat de Regatul Unit, ceea ce a dus la redenumirea în Regatul Unit al Marii Britanii și Irlandei de Nord.

## Etimologie
Denumirea „Anglia” provine de la „Țara anglilor” (în engleză: „England” pentru „Land of the Angles”) referindu-se la angli, trib germanic de vest, care s-a așezat în insulă în secolul V și care provenea din peninsula Iutlanda (azi Germania și Danemarca). Alături de aceștia s-au așezat încă alte 2 triburi germanice de vest: Iuții (tot din peninsula Iutlanda) și saxonii (din nord-vestul Germaniei de azi). Numele Angliei în limba cornică este Pow Sows, care înseamnă „Țara Saxonilor”. Se numea așa deoarece anglo-saxonii și alți germani din Europa continentală au impus limba și cultura băștinașilor britoni în toată Anglia, mai puțin în Țara Galilor, Cornvalia și Cambria.

## Istorie

### Preistorie și Antichitate

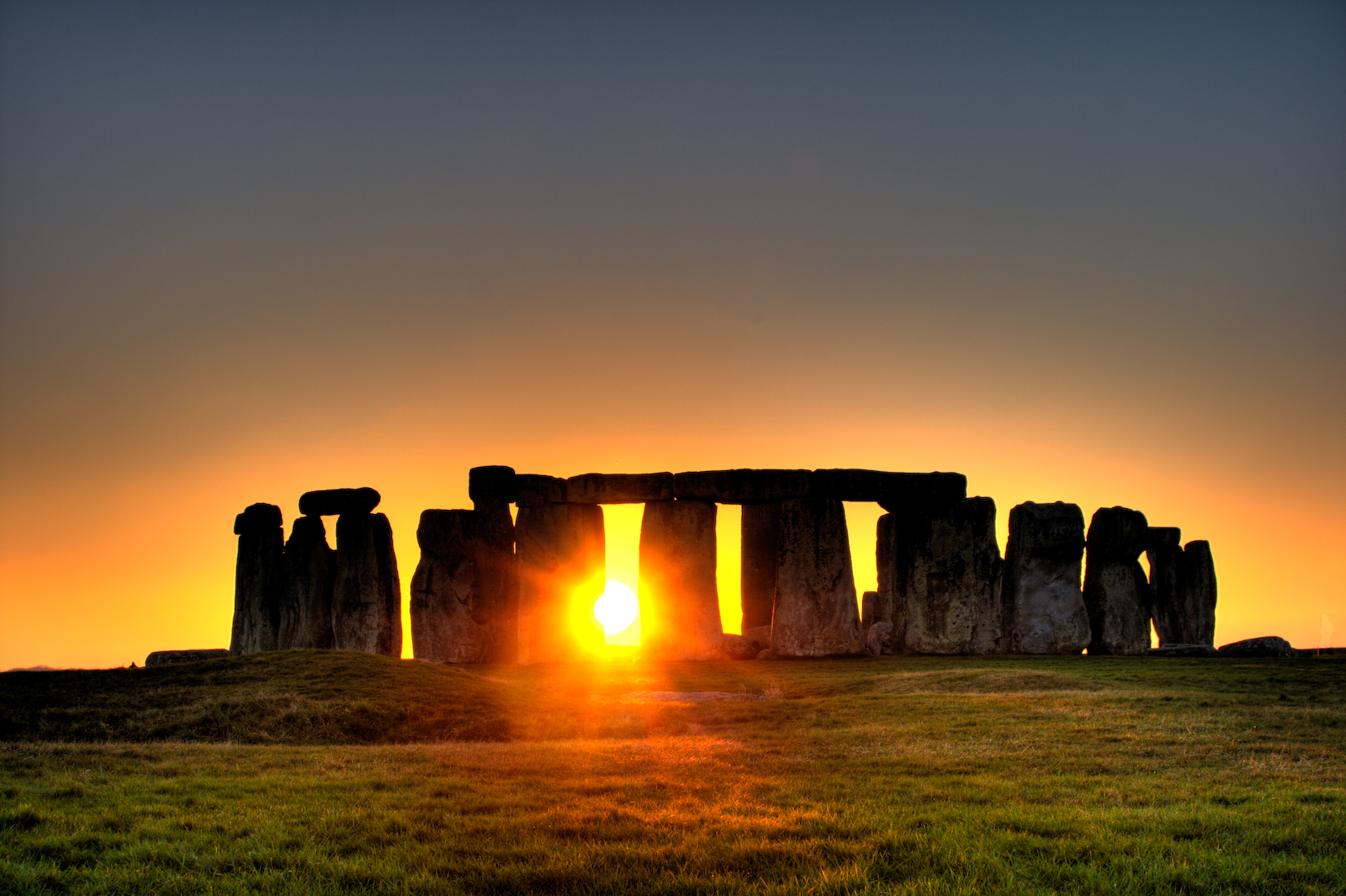
Stonehenge, un monument neolitic.

Oasele și uneltele din piatră (cremene) găsite în Norfolk și Suffolk dovedesc că Homo erectus a trăit pe teritoriul Angliei de azi acum 700.000 de ani. La acea vreme, Marea Britanie era legată de continentul European. Ceea ce astăzi este Canalul Mânecii (English Channel) era atunci un fluviu ce curgea spre vest și era alimentat de afluenți care mai târziu au devenit Tamisa și Sena(Seine). Această zonă a fost depopulată în perioada Marii Glaciațiuni, așa cum au fost și alte regiuni ale Insulelor Britanice. În timpul recolonizării, după dezgheț, cercetarea genetică arată că Anglia de azi a fost ultima zonă a Insulelor Britanice care a fost repopulată, cam acum 13.000 de ani. Popoarele migratoare care au ajuns în această perioadă contrastează cu ceilalți locuitori ai Insulelor Britanice, venind de pe continent din sud-estul Europei, în timp ce locuitorii care au venit mai devreme au sosit din nord de-a lungul coastei din Iberia. Acești migratori au adoptat cultura Celtică care a devenit dominantă în mare parte a Europei vestice.
Până la 43 d.Hr., momentul marii invazii romane, Britania fusese deja ținta unor frecvente invazii, plănuite de forțele Republicii Romane și ale Imperiului Roman. A fost invadată pentru prima oară de dictatorul roman Iulius Cezar în 55 î.Hr., dar a fost pe deplin cucerită de împăratul Claudius în 43 d.Hr. Ca și alte regiuni aflate la marginea imperiului, Britannia s-a bucurat o perioadă lungă de legături comerciale cu romanii, și influența lor economică și culturală a avut o semnificație deosebită asupra epocii de fier pre-romană a britanicilor, în special în sud. Odată cu căderea Imperiului Roman 400 de ani mai târziu, romanii au părăsit Provincia Britannia, teritoriu care în mare parte a stat la baza a ceea ce s-a numit apoi Anglia.

### Evul Mediu

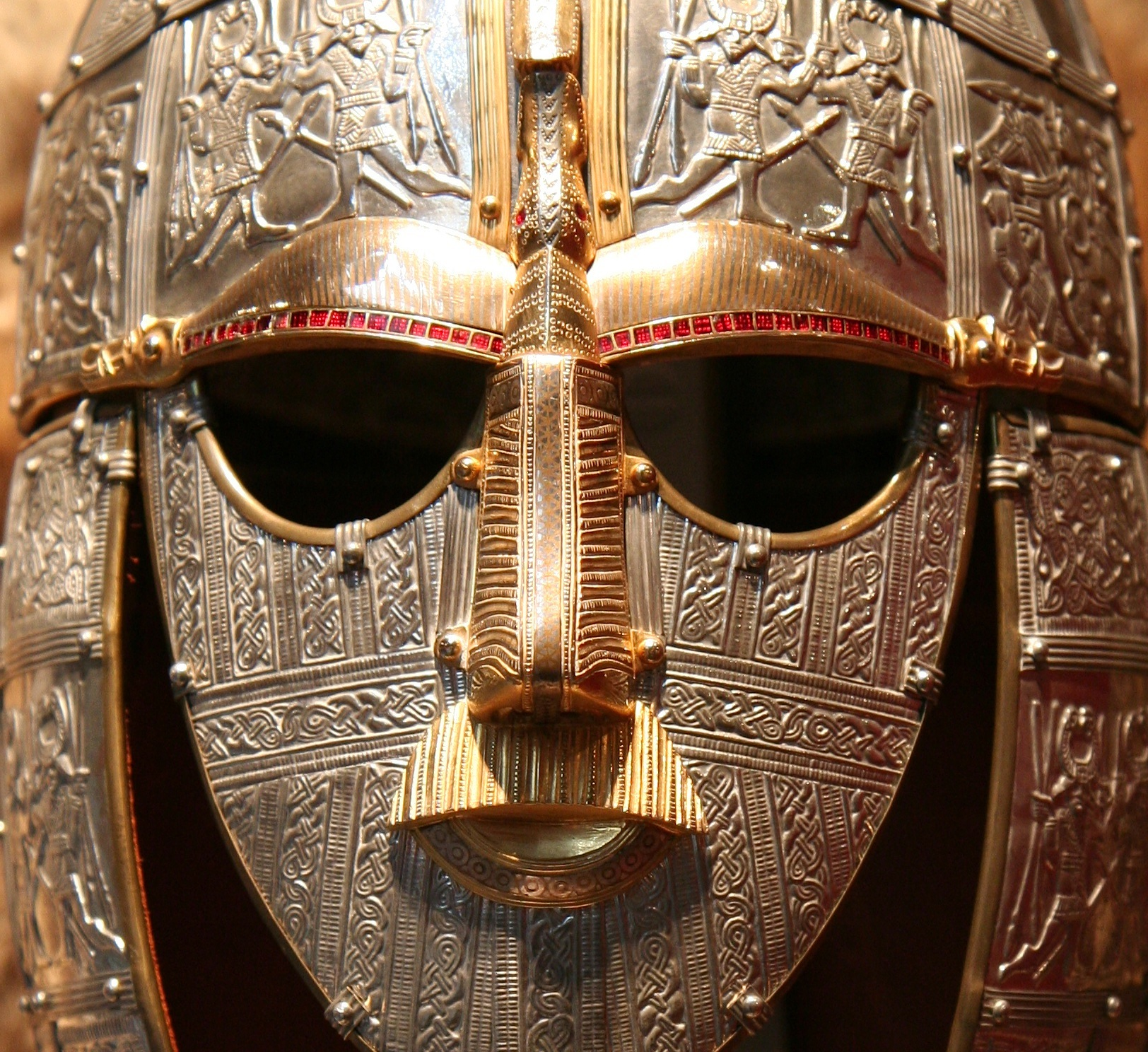
O cască ceremonială din perioada Regatului Angliei de Est, găsită la situl arheologic Sutton Hoo

Istoria Angliei anglo-saxone acoperă Anglia medievală timpurie de la sfârșitul Britanniei romane și stabilirea regatelor anglo-saxone din secolul al V-lea până la Cucerirea normandă din 1066.
Din jurul anului 500 d.Hr. se crede că Anglia era împărțită în 7 regate mici, cunoscute ca „Heptarhia”: Northumbria, Mercia, East Anglia, Essex, Kent, Sussex, Wesse.
Temele dominante din secolul al VII-lea până în secolul al X-lea au fost răspândirea creștinismului și unificarea politică a Angliei. Creștinismul a pătruns din trei direcții: de la Roma în sud, și respectiv Scoția și Irlanda în nord și vest.
Aceste regate anglo-saxone tindeau să se unească prin război. Încă de pe timpul lui Ethelbert din Kent, un rege nu putea fi recunoscut ca Bertwalda („Lord of Britain”). În general, titlul a revenit regilor din Northumbria, în secolul al VII-lea; în secolul al VIII-lea, celor din Mercia; în secolul al IX-lea, lui Egbert a Wessex-ului, care în 825 a învins pe Merciani în Bătălia de la Ellendun. În secolul următor, familia sa a domnit în Anglia.
Inițial Anglia a fost mai degrabă un termen geografic care a descris partea Britaniei ocupată de anglo-saxoni, decât un nume dat unui stat cu o națiune individuală. A devenit unită politic prin expansiunea regatului Wessex, al cărui rege Athelstan a adus pentru prima dată toată Anglia sub un singur conducător în 927, deși unificarea nu a devenit permanentă până în 954, când Edred l-a înfrânt pe Eric Bloodaxe și a devenit Regele Angliei.

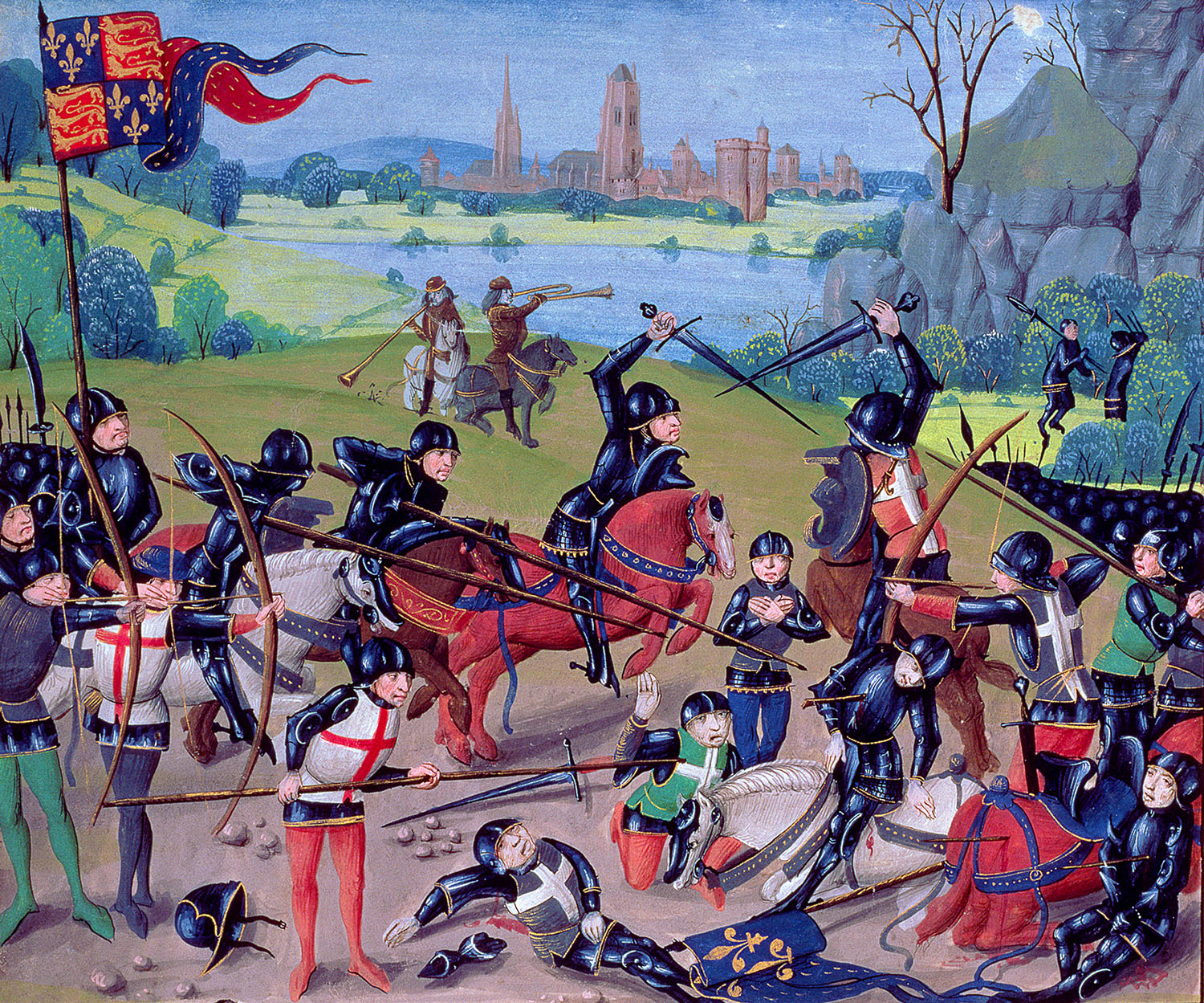
Bătălia de la Azincourt a avut loc pe data de 25 octombrie 1415, la Azincourt, Franța în timpul Războiului de O Sută de Ani.

În 1016, Anglia a fost cucerită de regele danez Canute cel Mare și a devenit centru guvernamental pentru imperiul său, care a durat foarte puțin. Odată cu ascensiunea lui Edward Confesorul, moștenitor al dinastiei engleze autohtone, în 1042, Anglia a devenit din nou un regat separat. Legăturile și natura sa au fost total schimbate după Cucerirea Normandă din 1066. Cele câteva sute de ani ce au urmat au poziționat Anglia ca o parte majoră a expansiunii și decăderii imperiilor; în Franța, Regii Angliei au folosit Anglia ca o sursă de trupe timp de ani de zile pentru a-și mări proprietățile personale în Franța (Războiul de 100 de Ani) începând cu Edward al III-lea; de fapt, coroana engleză nu a renunțat la ultimul ei punct de sprijin pe continent, în Franța, până când nu a fost pierdut Calais-ul în 1558, în timpul domniei Mariei Tudor (insulele Canalului sunt încă dependente de coroană, dar nu sunt parte a Regatului Unit).
În secolul al XIII-lea, Țara Galilor (Wales) a fost luată prin cucerire sub controlul monarhilor englezi. Acestei cuceriri i s-a dat o formă prin Statutul lui Rhuddlan din 1284 și astfel Țara Galilor a fost anexată legal Regatului Angliei prin Actele Legilor din Wales, din 1535-1542. Țara Galilor a împărțit cu Anglia o identitate legală deoarece entitatea care s-a alăturat a fost inițial numită Anglia iar apoi Anglia și Țara Galilor.
În vara anului 1348, "Moartea Neagră", epidemia de ciumă, a lovit întâi Anglia, apoi Europa. Ciuma a ucis între o treime și două treimi din populația Europei. Anglia singură a pierdut 70% din populația ei, care a trecut de la 7 milioane la 2 milioane în 1400. Molima s-a întors în repetate rânduri în Anglia, bântuind-o de-a lungul secolelor al XIV-lea–al XVII-lea. Marea Ciumă din Londra (The Great Plague) din anii 1665-1666 a fost ultima care a izbucnit.

### Modernism

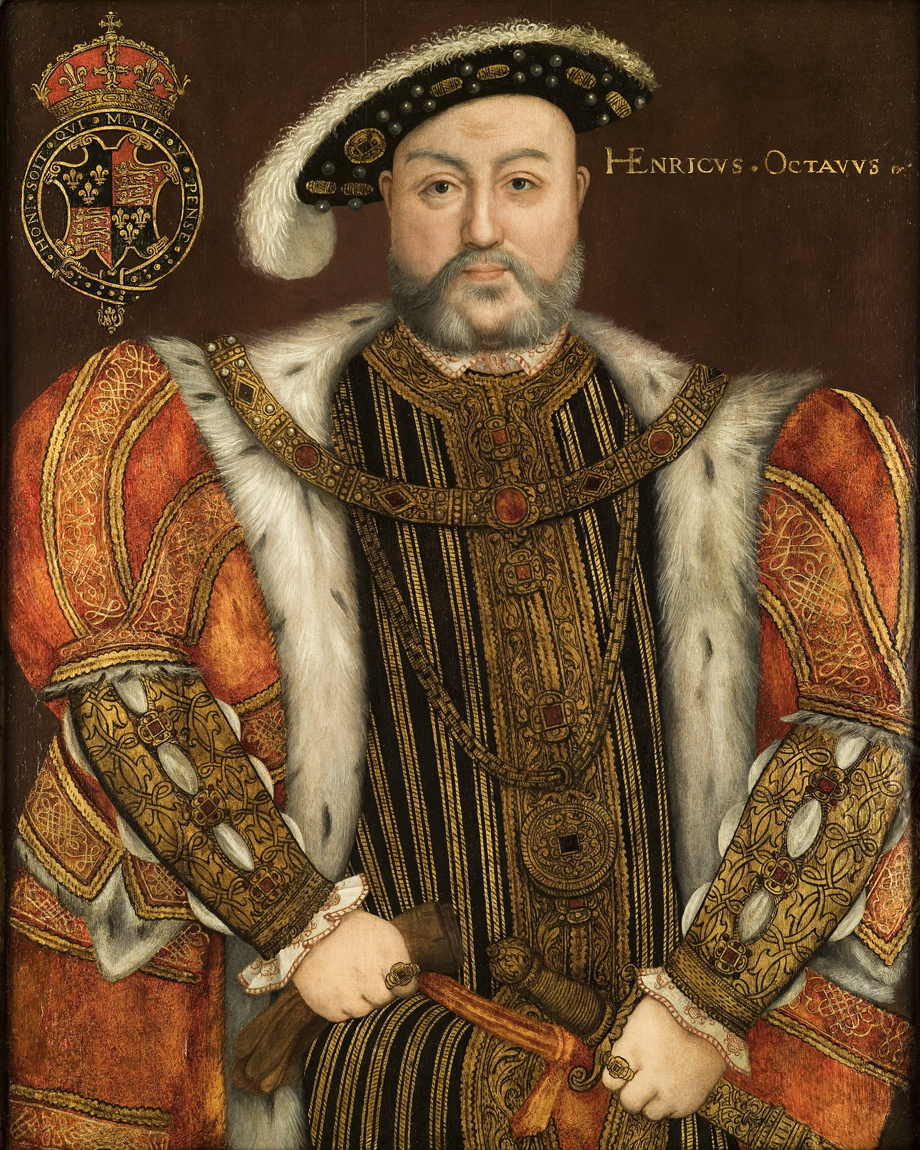
Henric al VIII-lea al Angliei a devenit Conducătorul suprem al Bisericii Angliei.

În timpul Reformei engleze din secolul al XVI-lea, autoritatea externă a bisericii Romano-Catolice din Anglia a fost abolită și înlocuită cu Actele (Hotărârile) Supremației Regale și întemeierea Bisericii Anglicane sub guvernarea supremă a monarhului englez. Aceasta s-a întâmplat în timpul domniei lui Henric al VIII-lea. Reforma engleză a fost diferită de celelalte reforme din Europa prin faptul că-și avea rădăcinile în politică mai mult decât în teologie.
Reforma engleză a netezit calea spre răspândirea anglicanismului în biserică și alte instituții. Perioada cunoscută ca Războiul Civil (1642-1651) a fost martora uneltirilor politice și conflictelor armate între suporterii Parlamentului Lung (Roundheads) și regele Carol I (Regaliștii) între 1642-1645 și 1648-1649, urmată de conflictul dintre suporterii Parlamentului Rump și regele Carol al II-lea între 1649-1651. Războiul s-a terminat cu victoria parlamentară prin Bătălia de la Worchester la 3 septembrie 1651. Ea a condus la procesul și execuția lui Carol I, exilul fiului său Carol al II-lea, înlocuirea monarhiei engleze cu Commonwealth-ul Angliei (1649-1653) și conducerea țării de Oliver Cromwell pe timpul Protectoratului (1653-1659).

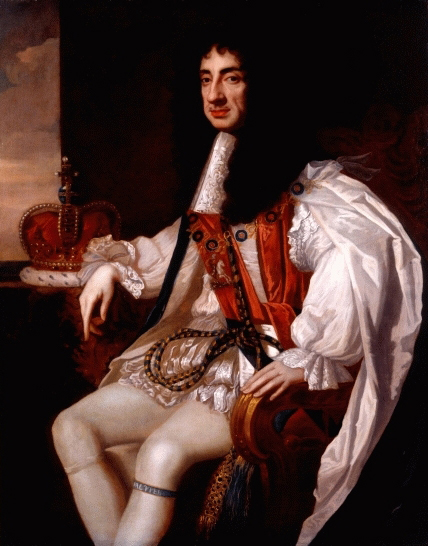
Regele Carol al II-lea al Angliei a restaurat monarhia și pacea după Războiul Civil Englez.

După moartea lui Oliver Cromwell în 1659, o scurtă revenire, o încercare condusă de fiul lui Cromwell, un om slab, la conducerea Commonwealth-ului a avut loc înainte ca Parlamentul să-l invite pe Carol al II-lea să se reîntoarcă în Anglia în 1660 și să restaureze monarhia. În timpul acestui interregn, monopolul bisericii din Anglia asupra creștinismului s-a sfârșit și influența dominantă Protestantă s-a consolidat în Irlanda.
Din punct de vedere constituțional, războaiele au stabilit un precedent ca monarhii britanici să nu poată guverna fără aprobare parlamentară, deși lucrul acesta va deveni bine consolidat abia în secolul următor odată cu Revoluția Glorioasă.
Deși aflate în conflict de secole, Regatul Angliei și Regatul Scoției se apropiaseră tot mai mult de la Reforma Protestantă a secolului al XVI-lea și în 1603, cu urcarea pe tronul Angliei a regelui scoțian Iacob al VI-lea, cele două țări au intrat într-o uniune personală, fiind conduse de aceeași dinastie Stuart. După câteva încercări de a uni regatele, s-a căzut de acord asupra unui Tratat de Uniune la 22 iulie 1706 de către parlamentarii englezi și cei scoțieni și a fost pus în aplicare prin Actele Unirii care a dus la unirea politică a celor două state și crearea Regatului Unit al Marii Britanii la 1 mai 1707. Irlanda s-a unit în 1801, iar Regatul Unit al Marii Britanii și al Irlandei a existat până în 1922, când Irlanda, cu excepția Irlandei de Nord, a devenit independentă, ceea ce a avut drept rezultat numele de azi al Regatului Unit al Marii Britanii și Irlandei de Nord.

## Guvernare
Formă de guvernământ, recunoscută: monarhie constituțională.

## Geografie

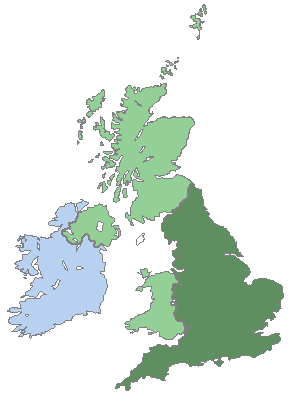
Harta Marii Britanii și a Irlandei, cu Anglia în verde închis

Anglia se întinde pe două treimi din centrul și sudul insulei Marea Britanie, plus insulele dinspre coastă din larg, dintre care cea mai mare este Insula Wight.
Anglia se învecinează la nord cu Scoția și la vest cu Țara Galilor. Este mai aproape de Europa continentală decât oricare altă parte a Britaniei, separată de Franța de 52 km de mare (22 mile nautice). Tunelul Canalului, lângă Folkstone, leagă direct Anglia de Europa continentală. Granița anglo-franceză este la jumătatea drumului de-a lungul tunelului.
Mare parte din Anglia este deluroasă, în general muntoasă în nord cu un lanț de munți nu prea înalți, Munții Penini (Pennines), care despart estul de vest. Alte zone deluroase în nord și Midlands sunt Ținutul Lacurilor (The Lake District), the North York Moors (Mlaștinile din North York) și Districtul Peak. Linia aproximativă de demarcație dintre tipurile de teren este adesea indicata de linia Tees-Exe. La sud de această linie sunt suprafețe întinse de teren plat, incluzând East Anglia și the Fens, zonele deluroase incluzând the Cotswolds, the Chilterns și the North și South Downs.
Cel mai mare port natural din Anglia este Poole, pe coasta sud-centrală. Unii îl consideră al doilea cel mai mare port din lume, după Sydney, Australia, deși lucrul acesta este discutabil.

### Capitală
Londra este capitala Angliei dar și capitala Regatului Unit. Aglomerația urbană a Londrei numără aproximativ 7.350.000 de locuitori.

### Împărțire administrativă
Anglia nu are un legislativ sau un guvern care să fie responsabil pentru întreaga țară, spre deosebire de celelalte trei țări, ci este condusă de parlamentul Regatului Unit și implicit de Guvernul Regatului Unit. Sunt discuții privind crearea fie a unui parlament separat, fie privind acordarea unor puteri legislative celor nouă regiuni ale Angliei. Acestea din urmă au fost înființate ca urmare a hotărârii Uniunii Europene în urma Tratatului de la Maastricht. În afară de Londra, puterile regiunilor sunt foarte limitate.
Regiunea Londrei este divizată în City of London și 31 de "Burguri ale Londrei" ce sunt numite împreună Londra Mare și sunt administrate de Autoritatea Londrei Mari.
Celelalte regiuni sunt formate din comitate ce pot fi metropolitane sau ne-metropoilitane. Acestea sunt la rândul lor subdivizate în districte (ce pot fi numite orașe, burg-uri, burg-uri regale, burguri metropolitane sau simplu districte). În unele locuri, comitatele și districtele funcționează împreună, ca o „autoritate unitară”.
Sub nivelul districtelor funcționează, fără o distribuție uniformă sau care să acopere întreg teritoriul, nivelul parohiilor civile. Consiliile parohiilor civile sau consiliile orașelor există în principiu doar pentru orașe mici și în mediul rural, fiind rar întâlnite în orașele mari și interzise în interiorul Londrei Mari.

### Climat
Anglia are o climă temperată, cu multă ploaie în timpul anului, deși anotimpurile sunt foarte variate în temperatură. Oricum, temperaturile rar scad sub -5 grade C sau se ridică peste 30 grade C. Vântul predominant suflă din sud-vest aducând o vreme blândă și umedă dinspre oceanul Atlantic. Este cel mai uscat în est și cel mai cald în sud, care este și cel mai apropiat de continental European. Zăpada poate cădea în timpul iernii și primăverii timpurii.

## Economie

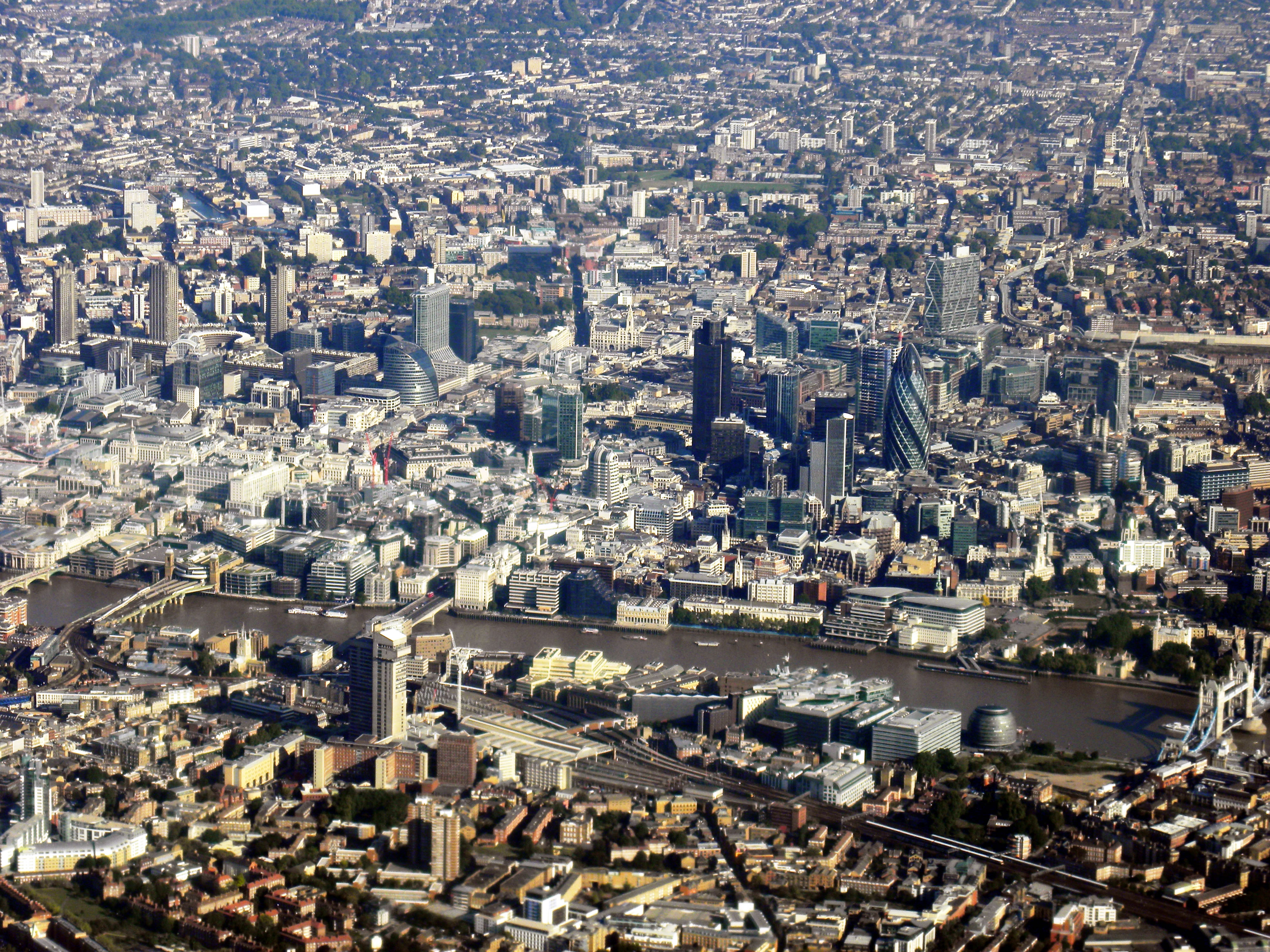
The City of London este cel mai mare centru financiar din lume.

### Infrastructură

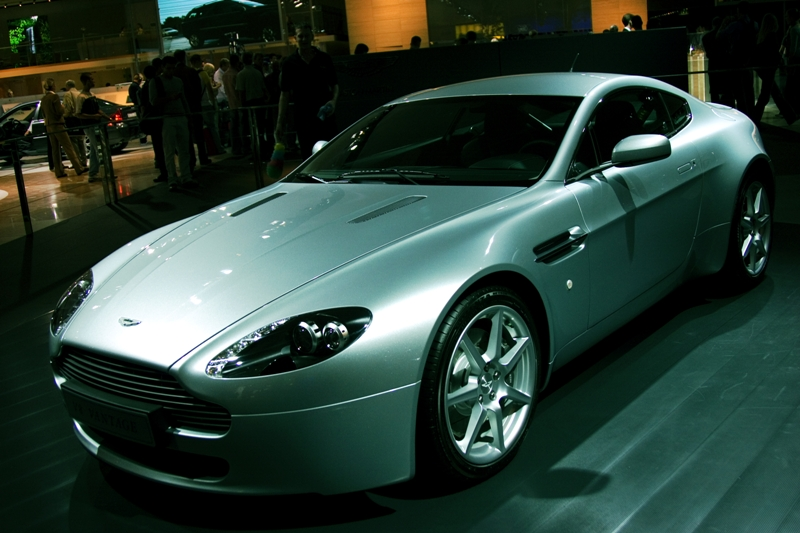
Aston Martin este o companie de automobile engleză binecunoscută.

Anglia a jucat un rol important în progresul arhitecturii vestice. Ea este leagănul celor mai notabile castele și forturi medievale din lume, incluzând Castelul Warwick, Turnul Londrei (Tower of London), Castelul Windsor (Windsor Castle-cel mai mare castel locuit din lume și cel mai îndelung locuit în timp).
Anglia este cunoscută pentru numeroasele case grandioase de la țară, pentru bisericile și catedralele medievale și mai târzii, ca York Minster.
Arhitecții englezi și-au adus contribuția la multe stiluri de-a lungul secolelor, incluzând arhitectura Tudor, Barocul englez, stilul Georgian și mișcările Victoriene ca Reînvierea Goticului. Printre cei mai bine cunoscuți arhitecți contemporani englezi se află Norman Foster și Richard Rogers.

## Demografie
Structura rasială, conform recensământului din 2011:
     Albi (85,41%)
     Asiatici (7,81%)
     Negri (3,48%)
     Micști / 2 sau mai multe rase (2,25%)
     Alții (1,03%)

### Populație
- Populație: 53,012,456 locuitori (recensământul din 2011)

### Limbă
- Limbi: engleză, în Scoția limba galică, în Țara Galilor se vorbește și limba galeză.

### Religie
- Structura religioasă conform recensământului din 2011:

| Religie      | Populație  | % din populației |
| ------------ | ---------- | ---------------- |
| Creștinism   | 31,479,876 | 59.4             |
| Islam        | 2,660,116  | 5.0              |
| Hinduism     | 806,199    | 1.5              |
| Sikhism      | 420,196    | 0.8              |
| Iudaism      | 261,282    | 0.5              |
| Budism       | 238,626    | 0.4              |
| Alte religii | 227,825    | 0.4              |
| Fără religie | 13,114,232 | 24.7             |
| Nedeclarată  | 3,804,104  | 7.2              |

De la jumătatea secolului al XX-lea a crescut numărul de adepți ai religiilor fostelor colonii britanice, datorită imigrației. Islamul este cea mai des întâlnită dintre acestea, reprezentând aproximativ 5% din populația țării engleze. Hinduismul, Sikhism-ul și Budism-ul îl urmează, cu 2.8% (împreună) din populație, provenind din India și Asia de Sud Est.
O minoritate a populației practică religii păgâne vechi. Neopăgânismul din Regatul Unit este reprezentat în primul rând prin religiile Wicca și Witchcraft, Druidism, și neopăgânism germanic. La recensământul din 2011, 53.172 persoane s-au declarat păgâni în țara engleză (dintre care 11.026 wiccani) și 3.448 în Țara Galilor (dintre care 740 wiccani).
- Conform unui sondaj din 2016 în Marea Britanie: ateii (cei care în mod activ nu cred în niciun fel de zeu) sunt 38%, cei care cred într-o forță superioară/zeu sunt 28%, iar doar 32% din cei care se consideră creștini, evrei sau musulmani cred într-un zeu.[18][19]

## Educație
Oxford

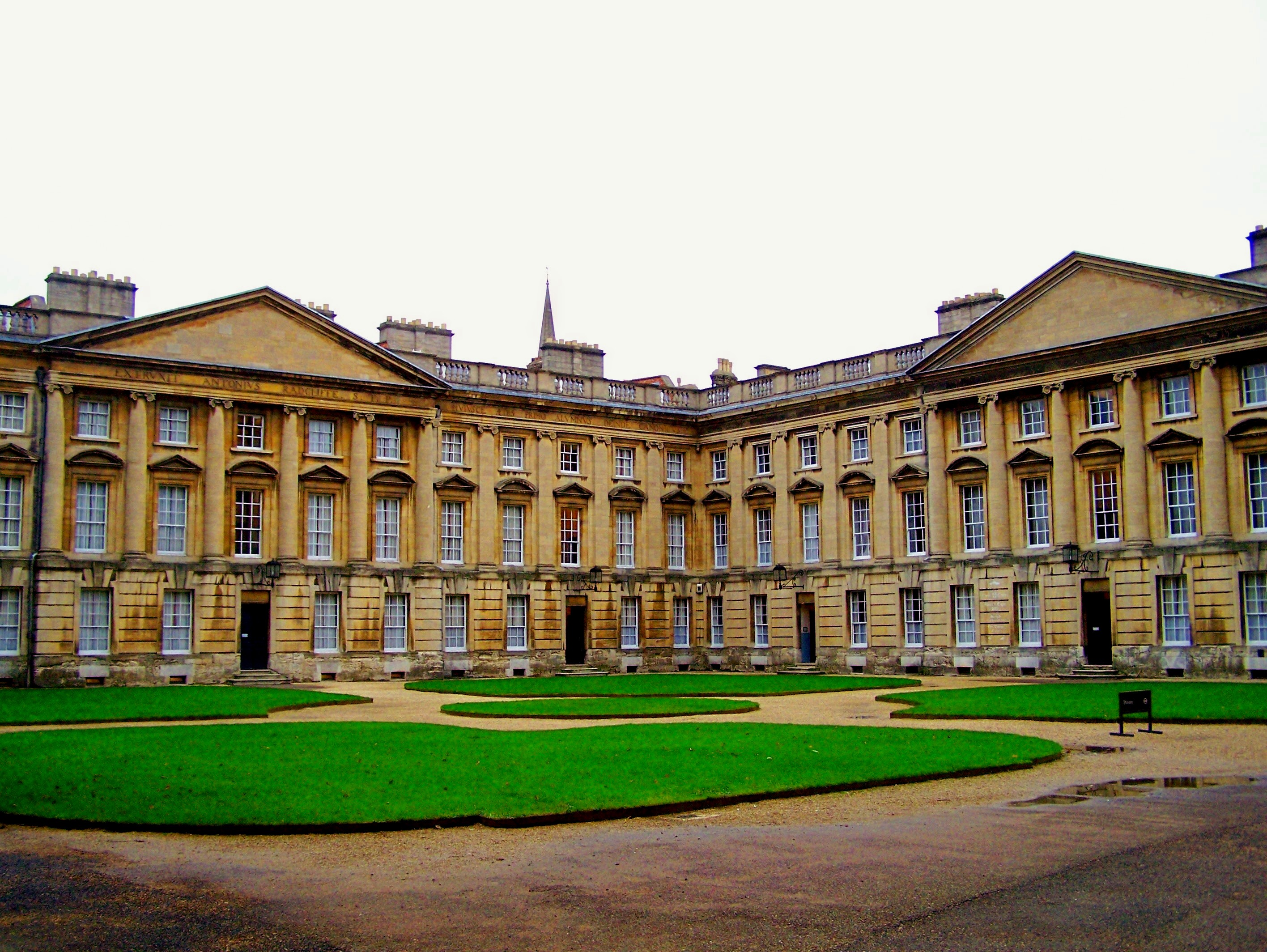
Biserica Creștină, Universitatea Oxford.

Mai mult decât un centru universitar, Oxford este unul din cele mai frumoase orașe ale Angliei. Excelent conservat, acesta este un conglomerat de alei înguste, case construite din piatră de culoarea mierii și străjuite de statui reprezentând animale fantastice. Complexul universitar include 40 de colegii independente, cel mai vechi dintre acestea (și din toată țara) fiind înființat în 1200. Tot aici se găsește Bodleian Library, una din primele biblioteci ale lumii, care și-a deschis porțile în 1602. Pe rafturile acesteia sunt adăpostite circa 5 milioane de cărți rare, printre care și o colecție de manuscrise deosebit de valoroase.
Cambridge

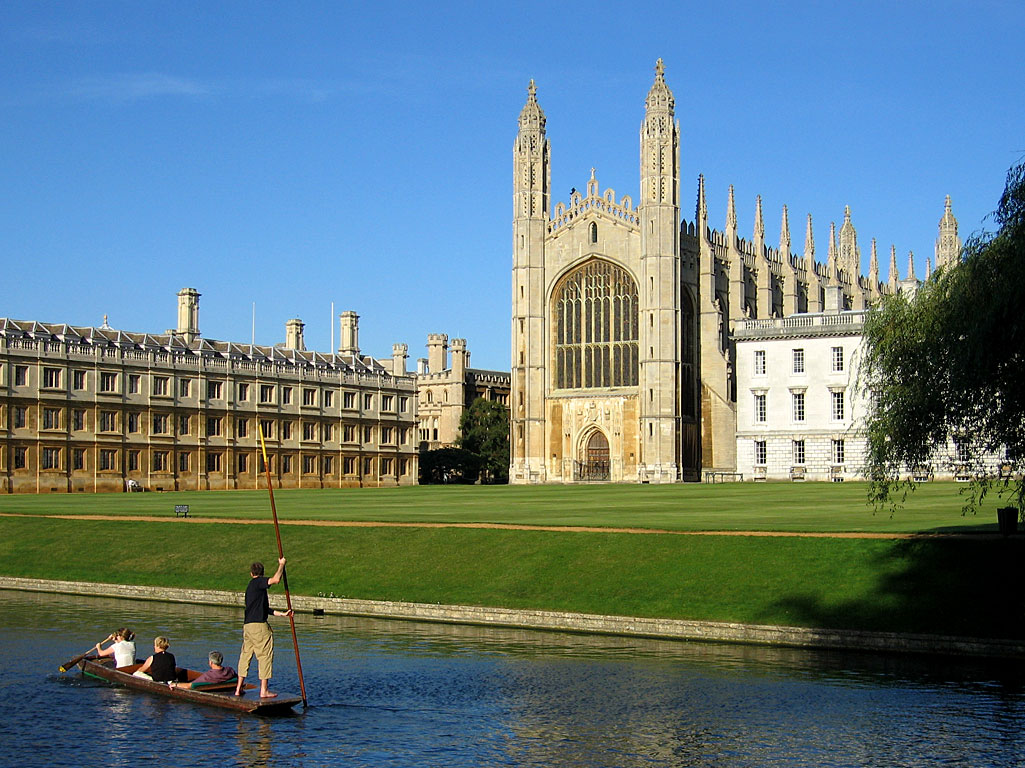
Colegiul Regilor, Universitatea Cambridge.

Cambridge, Canterbury, Stratford-upon-Avon (prezentare generală) Cambridge
Leagănul celei de-a doua universități britanice, Cambridge și-a deschis porțile pentru studenți începând din secolul al XIII-lea. În semn de recunoștință, fiecare generație de arhitecți a ridicat aici câte un grup de clădiri reprezentând spiritul epocii, astfel încât, în prezent, aici sunt reunite cele mai frumoase edificii din toată Anglia. Cel mai mare dintre colegiile complexului, Trinity College, a fost înființat de către Henric al VIII-lea în 1546. Se remarcă prin frumoasa curte din secolul al XVII-lea, unde se ridică o splendidă bibliotecă proiectată de Christopher Wren. Deasupra masivei gherete a portarului se află Great Tom, un ceas de mari dimensiuni, care anunță sonor trecerea fiecărei ore și pe care e posibil să-l fi admirat fără să știți în filmul Carele de foc. Printre elevii de marcă ai colegiului se numără prințul Charles, care l-a frecventat în anii '60.

## Cultură

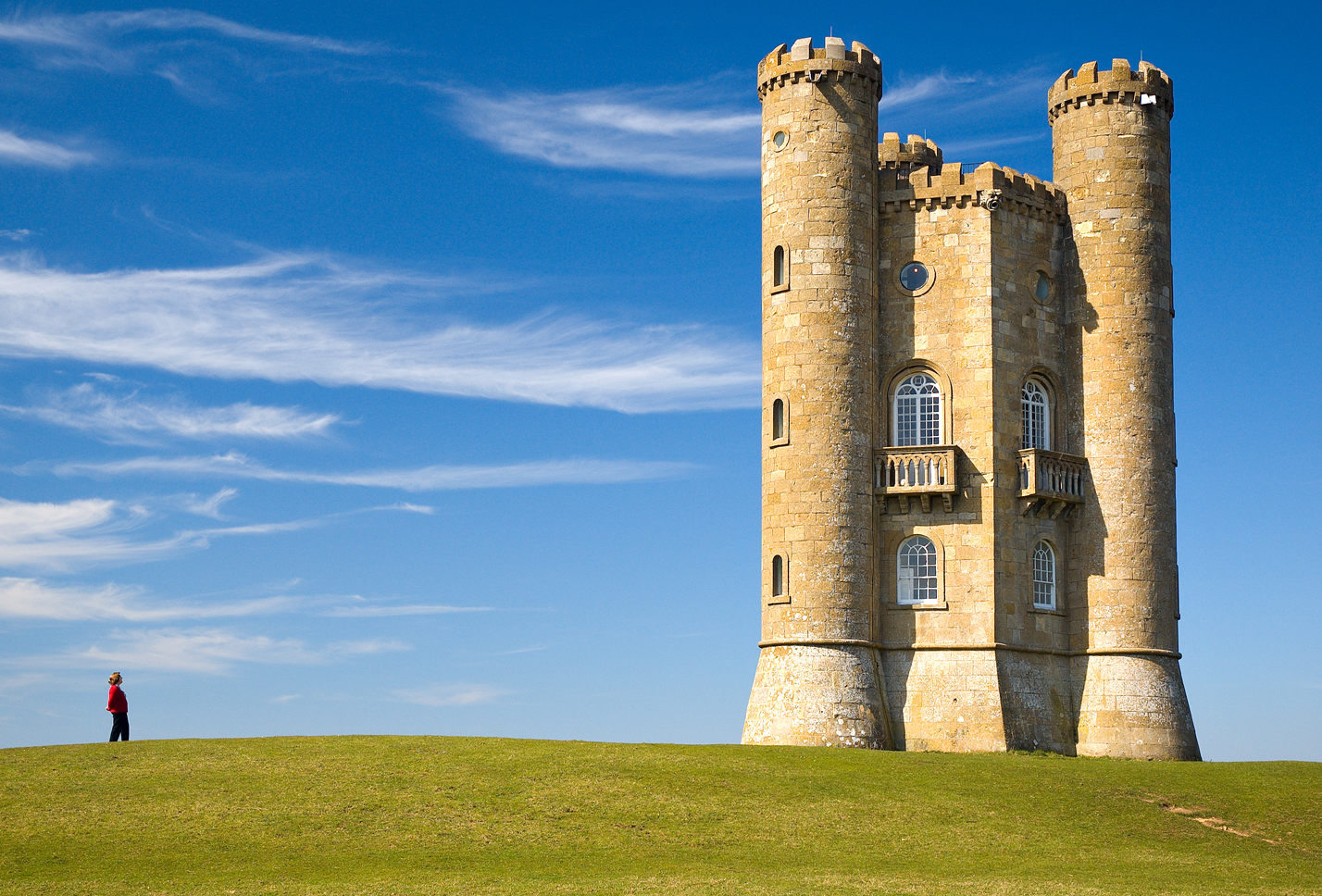
Turnul Broadway, monument din Worcestershire.

Anglia are o cultură vastă și cu influență care cuprinde atât elemente vechi cât și noi. Cultura modernă a Angliei este uneori dificil de identificat și greu de separat de cultura întregului Regat Unit, deoarece națiile ei sunt atât de întrepătrunse. Oricum cultura tradițională și istorică engleză rămâne distinctă cu diferențe regionale substanțiale.
Moștenirea engleză este un organ guvernamental cu o remitere largă a siturilor istorice, artefacte și împrejurimi ale Angliei. Muzeul Britanic Londonez, Biblioteca Britanică și Galeria Națională conțin cele mai frumoase colecții din lume.
Englezii au jucat un rol important în dezvoltarea artelor și științelor. Multe din cele mai importante figuri din gândirea vestică științifică și filozofică modernă fie că s-a născut sau la un moment dat s-a aflat aici sau chiar a trăit în Anglia. Gânditori englezi marcanți de o importanță internațională include oameni de știință ca Sir Isaac Newton, Francis Bacon, Michael Faraday, Charles Darwin și Ernest Rutherford (născut în Noua Zeelandă), filozofi ca John Locke, John Stuart Mill, Herbert Spencer, Bertrand și Thomas Hobbes, și economiști ca David și John Maynard Keynes.

## Sport

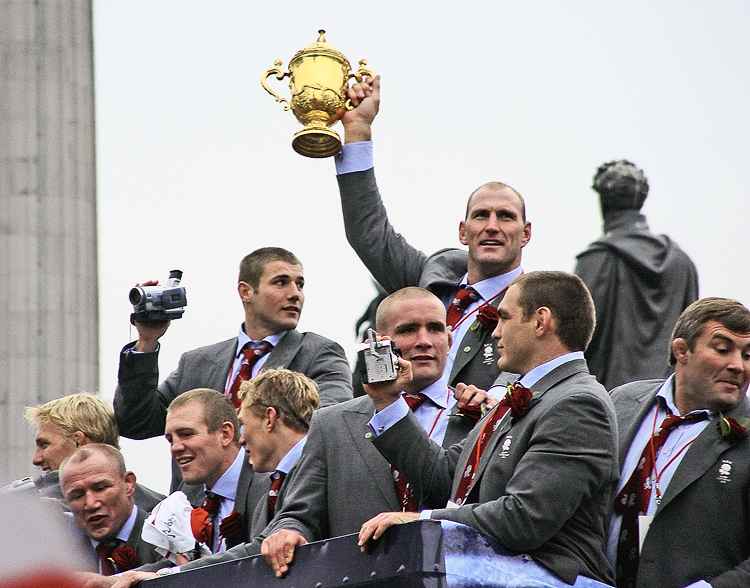
Națională de Rugby a Angliei a câștigat Cupa Mondială de Rugby din 2003.

Sporturile moderne au fost sistematizate în Anglia în timpul sec.XIX, printre acestea cricketul, uniunea și liga de rugby, fotbalul, tenisul și badmintonul. Dintre acestea, asociația de fotbal, cricket și rugby rămân cele mai populare sporturi ale țării.
Echipa națională de fotbal a Angliei este poziționată a 15-a de către FIFA și a 8-a de Elo, și a câștigat Cupa Mondială în 1966 care a avut loc în Anglia. De atunci nu a reușit să obțină o finală la nici o competiție sportivă internațională majoră, deși a ajuns în semi-finalele Cupei Mondiale în 1990, în sferturile de finală în 2002 și 2006 și Euro 2004.
Echipa națională de rugby a Angliei a câștigat Cupa Mondială la rugby din 2003 și au terminat pe locul 2 în 2007. Cluburile de rugby ca Leicester Tigers, London Wasps și Northampton Saints au avut succes în Cupa Heinekena Europei.Echipa ligii naționale de rugby a Angliei este considerată de către Liga de Rugby pe locul 3 din lume și prima în Europa. Ea a luat parte la 3 Cupe Mondiale terminând pe locul 2 în 1975 și 1995, la ultima fiind gazdă. În 2008 a jucat pentru Cupa Mondială în Australia.

### Fotbaliști renumiți
- Alan Shearer
- Bobby Charlton
- Rio Ferdinand
- Kevin Keegan
- Steven Gerrard
- Frank Lampard
- David Beckham
- Wayne Rooney
- John Terry